# Camilo 70
Camilo 70 es un álbum recopilatorio del cantante y compositor español Camilo Sesto lanzado el 22 de septiembre del 2016. El álbum conmemora el cumpleaños número 70 del artista.

## Contexto

### Antecedentes
Camilo Sesto, por motivo de su septuagésimo cumpleaños, decidió lanzar un recopilatorio expuesto como la colección definitiva de su trayectoria. El álbum en formato físico presenta tres CD con veinte canciones cada uno. 

### Lanzamiento
El álbum fue presentado por él en una conferencia de prensa en la sala Manuel de Falla de la SGAE en España, el viernes 16 de septiembre, a las 12:00 horas (mismo día de su cumpleaños número 70) teniendo como novedad temas inéditos y rarezas solo encontradas en sencillos o en ediciones hechas para mercados de diferentes países. 

## Contenido
Las novedades que contiene el material son, verbigracia, presentaciones en directo como el popular tema mexicano El Rey y el Medley interpretado en el concierto Desde Madrid con amor que durante mucho tiempo solo podía obtenerse del láser disc en que fue editada la presentación. Además de temas populares en sencillos como Colorina, Yo también te quiero y demás.
En el año 2017 para el mercado mexicano sale una edición especial el cual cuenta con dos CD de veinte canciones cada uno, más un DVD con veinte presentaciones en televisión. 
Además hay otra edición de un CD recopilando únicamente veinte temas para el mercado estadounidense.

### Mensaje Inserto
No importa que pasen los
años, mi corazón es más grande
gracias al amor que me habéis
dado, lo más importante que
me ha dado la vida sois vosotros
mis fans, amigos y
admiradores
Este disco es más vuestro que mío.

Camilo Sexto, 2016

## Ediciones

### Camilo 70 (edición España)
(P) y (C) de esta recopilación 2016 Sony Music Entertainment España S.L.
CB: 88985368322

Disco 1
1. Algo de mí - 1997
2. Como cada noche - 1972
3. Algo más - 1997
4. Nada ocurrirá - 2004
5. Jamás - 1997
6. Amor de mujer - 1984
7. Amor libre - 1975
8. Getsemaní (oración del huerto) - 1988
9. Háblame - 1976
10. Con el viento a tu favor - 1997
11. Enamorarte de mí - 1979
12. Vivir sin ti - 1980
13. En tus manos - 1984
14. Tarde o temprano - 1997
15. Huracán de amor - 1992
16. Samba - 1980
17. Paloma blanca, Paloma mía - 1984
18. Ven o voy - 1985
19. ¿Qué nos pasa esta mañana? - 1980
20. Quererte a ti (recitada) - Inédita 2016

Disco 2
1. Amor... amar - 1997
2. Ayudadme - 1997
3. Amor mío, ¿qué me has hecho? - 1991
4. Yo también te quiero - 1974
5. Melina - 1997
6. Vístete de blanco - 1977
7. Mendigo de amor - 1972
8. Todo por nada - 1997
9. Llueve sobre mojado - 1974
10. Si tú te vas - 1997
11. Miénteme - 1997
12. Mientras mi alma sienta - 1985
13. Terciopelo y piedra - 1982
14. ¿Qué más te da? - 1997
15. Amor brujo (con Lisa Ball) - 1986
16. Se acabó - 1994
17. Colorina - 1980
18. No cierres tus ojos - 1974
19. Vuelve - 1991
20. El rey (directo) - Inédita 1982

Disco 3
1. Vivir así es morir de amor - 1997
2. El amor de mi vida - 1997
3. Perdóname - 1997
4. Mi mundo, tú - 1997
5. ¿Quién será? - 2004
6. Contra el aire - 2004
7. Con razón o sin razón - 1972
8. La culpa ha sido mía - 1997
9. Piel de ángel - 1997
10. Callados (con Ángela Carrasco) - 1997
11. ¿Quién? - 2004
12. ¿Quieres ser mi amante? - 1997
13. Fresa salvaje - 1997
14. Amor no me ignores - 1997
15. Solo tú - 1997
16. Querido amor - 1977
17. Recuérdame - 1978
18. Me lo estás poniendo difícil - 1986
19. Tengo ganas de vivir - 1985
20. Popurrí: Desde Madrid con amor (directo) "Algo de mí / Vivir así es morir de amor / Ayudadme / Jamás / Amor... amar / Todo por nada" - Inédita 1984

### Camilo70 (edición México)
Esta compilación (P) y (C) 2017 Sony Music Entertainment México S.A. de C.V.
CB: 889854192624
Disco 1
1. ¿Quieres ser mi amante?
2. Melina
3. Llueve sobre mojado
4. Jamás
5. Con razón o sin razón
6. Todo por nada
7. Piel de Ángel
8. Háblame
9. Ayudadme
10. Con el viento a tu favor
11. ¿Quién?
12. Algo de mí
13. Fresa salvaje
14. Si tú te vas
15. Solo tú
16. Mi buen amor
17. Celos
18. Amor... amar
19. ¿Cómo haré para entender?
20. No cierres tus ojos

Disco 2
1. Miénteme...
2. El amor de mi vida
3. Vivir así es morir de amor
4. La culpa ha sido mía
5. Has nacido libre
6. ¿Quién será?
7. Callados (con Ángela Carrasco)
8. Perdóname
9. Donde estés, con quien estés
10. Vivir sin ti
11. Amor no me ignores
12. Tarde o temprano
13. ¿Qué más te da?
14. Mi mundo, tú
15. Devuélveme mi libertad
16. Terciopelo y piedra
17. Amor de mujer
18. Ven o voy
19. Me lo estás poniendo difícil
20. Amor mío ¿Qué me has hecho?

DVD
1. ¿Quieres ser mi amante?
2. El amor de mi vida
3. Con el viento a tu favor
4. Vivir así es morir de amor
5. Algo de mí
6. Miénteme...
7. La culpa ha sido mía
8. Has nacido libre
9. ¿Quién será?
10. Callados (con Ángela Carrasco)
11. Perdóname
12. Donde estés, con quien estés
13. Vivir sin ti
14. Amor no me ignores
15. Tarde o temprano
16. ¿Qué más te da?
17. Mi mundo, tú
18. Devuélveme mi libertad
19. Terciopelo y piedra
20. Amor mío ¿Qué me has hecho? (en vivo)

### Camilo 70 (edición U.S.)
(P) & (C) 2017 de esta recopilación Sony Music Entertainment España S.L. / Marketed by Sony Music Entertainment US Latin LLC.
CB: 8898541755
Lista de canciones
1. Amor... amar
2. Jamás
3. Algo más
4. ¿Quién?
5. ¿Quieres ser mi amante?
6. Ayudadme
7. Amor libre
8. Piel de Ángel
9. Vivir así es morir de amor
10. El amor de mi vida
11. ¿Qué más te da
12. Con el viento a tu favor
13. Perdóname
14. Terciopelo y piedra
15. Quererte a ti (recitada) inédita
16. La culpa ha sido mía
17. Vístete de blanco
18. Algo de mí
19. Amor mío ¿Qué me has hecho?
20. Todo por nada